# Maison Empereur
Ne doit pas être confondu avec Maison militaire de l'Empereur, Maison À l'Empereur ou Maison de l'Empereur.

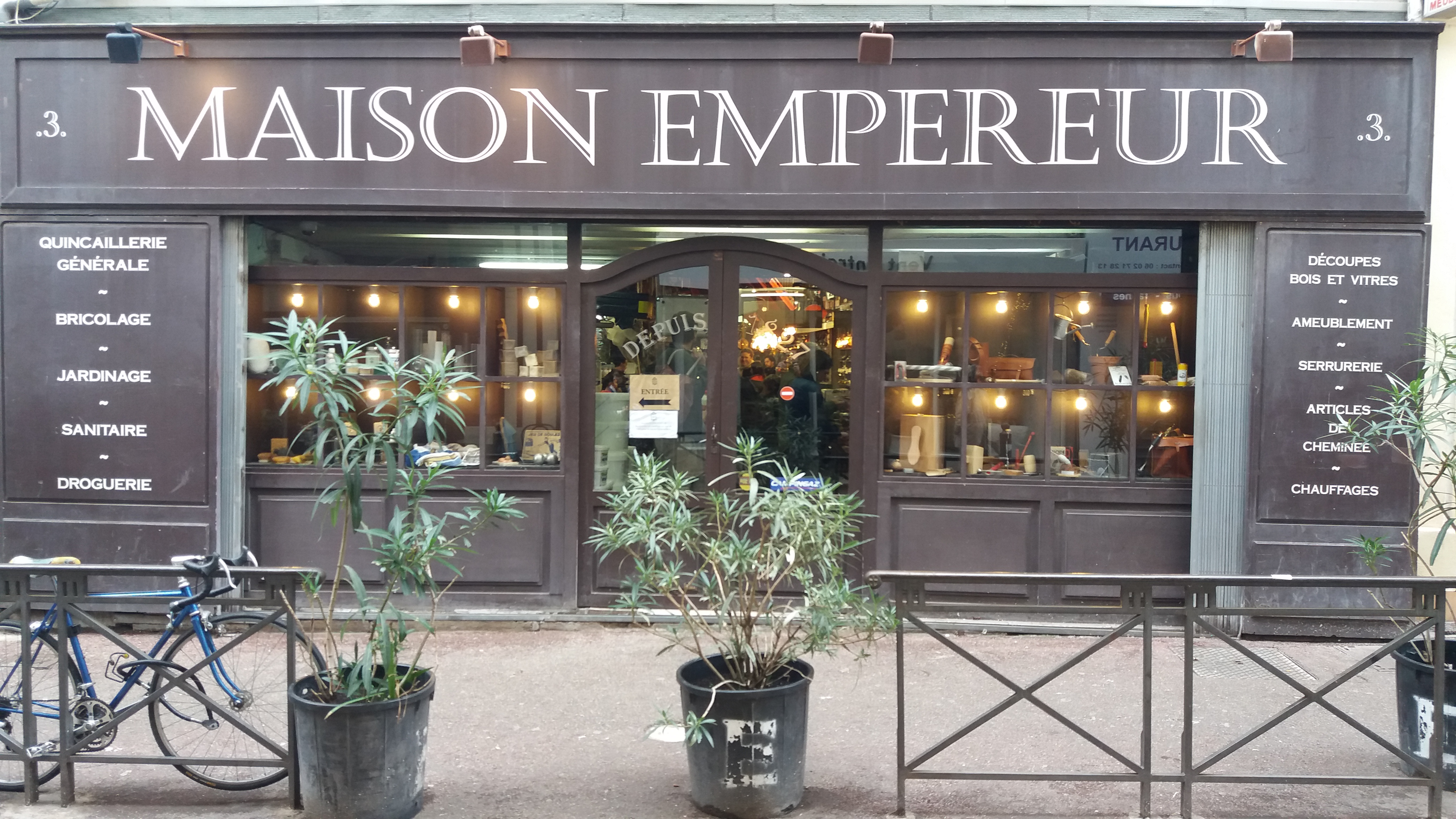
La devanture de la Maison Empereur

La Maison Empereur est une boutique marseillaise spécialisée dans la quincaillerie. La Maison Empereur est souvent désignée, dans la presse ou dans les publications la concernant comme la plus vieille quincaillerie de France.

## Fondation de la boutique
Le commerce d'origine a été créé sur la place de la Bourse par Eugène Bolfras, en 1827, et racheté par François Empereur, un taillandier. En 1845, le commerce déménage rue d'Aubagne et il s'agrandit en 1862 pour intégrer les ateliers de quincaillerie en ferrements du fils de François Empereur, Louis Empereur. En 1960, le fils du gendre d'Alfred Empereur, Roger Renaux, champion du monde et participant aux olympiades de Munich en 1972 classé  16 ieme  de tir sportif, crée le département armurerie de la boutique.

## Particularités

### Produits proposés
La Maison Empereur propose des produits traditionnels et des accessoires ou des ustensiles qui sont très rares en raison de leur ancienneté malgré le fait qu’ils soient vendus neufs. Il s’agit d’articles relevant de la quincaillerie, de l’outillage, de l’électroménager, du chauffage, des articles ménagers et de la serrurerie. L’établissement propose aussi des articles d’armurerie.

### Héritage familial
La Maison Empereur serait tenue depuis sa fondation par la même famille. Madame Laurence Guez, actuelle gérante, est la descendante du fondateur François Empereur. L’établissement est tenu depuis 185 ans par la même famille.